# Карл Фридрих Гьорделер
Карл Фридрих Гьорделер (на немски: Carl Friedrich Goerdeler) е германски политик и икономист, един от ръководителите на германската съпротива срещу нацизма.
Участва в опита за убийство на фюрера Адолф Хитлер от 20 юли 1944 г. При успех е трябвало да заеме поста Канцлер на Германия в новото правителство. Заловен и екзекутиран на 2 февруари 1945 г.

## Биография

### Семейство и образование
Роден е в семейството на пруски държавен служител, баща му е съдия от първа инстанция. Подобно на тримата си братя, той учи право (в университетите Тюбинген и Кьонигсберг между 1902 – 1905 г.). Той защитава докторската си дисертация в областта на държавните и правните науки. През 1910 г. се жени за Анелизе, родена в Улрих, семейството им има две дъщери и трима сина.

### Общински и държавен служител
Работи в общинския отдел на Золинген. През Първата световна война служи в германската армия, където е повишен в капитан. През 1918 г. е ръководител на финансовия отдел на германските окупационни власти в Литва и Беларус. През 1919 г. той действа като политически посредник в централата на 17-ия армейски корпус (Данциг). През 1920 г. се присъединява към дясната Германска национална народна партия, чийто член остава до 1931 г. Между 1920 – 1930 г. е втори кмет на Кьонигсберг, а в периода 1930 – 1937 г. е кмет на град Лайпциг. Като общинска фигура обръща голямо внимание на спасяването на бюджета на града, като стриктно балансира доходите и разходите и се опитва да увеличи производителността на труда.
През 1931 – 1932 г. и 1934 – 1935 г. Гьорделер е райхскомисар за цените. През 1932 г. пенсионираният райхсканцлер Хайнрих Брюнинг препоръчва Гьорделер да бъде неговият наследник, но неговата кандидатура е отхвърлена от райхспрезидента Паул фон Хинденбург.

### Опозиционер
От средата на 1930-те години има разногласия между Гьорделер и нацистите – по-специално, той е монархист и с негативно отношение към тяхната икономическа, расова и религиозна политика. През 1935 г. той подава оставка като райхскомисар, и през 1937 г. напуска и поста кмет на Лайпциг в знак на протест срещу разрушаването на паметника на композитора Феликс Менделсон Бартолди.
След това става съветник в електрическата корпорация Robert Bosch GmbH в Щутгарт. В това си качество той прави редица чуждестранни пътувания, в резултат на които той представя аналитични бележки, адресирани до големите бизнесмени, генерали и държавни служители. През 1937 г. Гьорделер посещава Белгия, Холандия, Франция и Съединените щати, през 1938 г. – Швейцария, Италия, Югославия, Румъния и България, а през 1939 г. – Франция, Алжир, Англия, Либия, Египет, Палестина, Сирия, Турция, Швейцария. В бележките си той се противопоставя на агресивната военна политика на Нацистка Германия, като смята, че е твърде рискована. Той говори за разрешаване на външнополитически задачи с мирни средства. На 6 август 1939 г. пише в една от бележките:
„Ние нямаме истински съюзници на наше разположение. Япония не е съюзник, а страна, която хладнокръвно ще се възползва от ситуацията в Европа и в случай на победа безсрамно ще унищожава и германски интереси в Източна Азия. Каква е стойността на италианския съюзник, може да се види от моя доклад за пътуването ми до Италия; всъщност Германия трябва да разчита само на собствените си сили.“
След избухването на Втората световна война Гьорделер остава уверен в неприемливостта на агресивния курс, въпреки първоначалните успехи на германските войски.

### Участие в съпротивата
Той е една от ключовите фигури в гражданската антихитлеристката опозиция, групирана около консервативните противници на нацисткия режим.
Само няколко дни преди заговора от 20 юли 1944 г. Гестапо решава да арестува Гьорделер, но той се укрива. Скрива се в Берлин, после в имението на един от приятелите си и отново в Берлин. След 20 юли за залавянето му е установена награда от 1 милион, но никой не знае къде се намира. При тези обстоятелства той продължава своята писателска дейност, написва трактат за бъдещето на Германия, което, според него, зависи от спазването на християнските принципи. Той напуска Берлин на 8 август и прекарва известно време в Западна Прусия. На 12 август е идентифициран в хотел в Конрадсвалде от някоя си Хелена Шверцел, която го издава на властите, след което получава обещаната награда лично от Хитлер (през 1946 г. тя е осъдена на 6 години лишаване от свобода). Членовете на семейството на Гьорделер са изпратени в концентрационен лагер.

### Процес и екзекуция
Поведението на Гьорделер по време на разследването се разглежда от различни автори по различни начини. Някои се фокусират върху това, че назовава много имена на заговорници. От гледна точка на Герхард Ритер, това поведение на Гьорделер се обяснява като желание да затрудни (забави) следствието до неизбежното поражение на Германия, както и неговите опити да покаже на Хитлер реалното влияние на заговорниците.
Гьорделер е главният обвиняем в процеса на Народна съдебна палата срещу заговорниците на 7 – 8 септември 1944 г., на който е осъден на смърт. Изпълнението на присъдата обаче е отложено, което му дава възможност, по нареждане на Хайнрих Химлер, да разработи програма за развитие на местното самоуправление, икономиката и общинската икономика. На 2 февруари 1945 г. е екзекутиран в затвора в Пльоцензе.

### Памет
В много градове на Германия, в чест на Гьорделер, са наречени улици и площади – сред които в Берлин, Лайпциг, Золинген, Аахен, Франкфурт на Майн, Бремен, Бохум, Леверкузен, Мюнстер и др. Издадена е пощенска марка с неговото изображение.